# Southampton Saturday Football League
De Southampton Saturday Football League is een Engelse regionale voetbalcompetitie uit Hampshire. De competitie bestaat uit 8 divisies. De hoogste divisie bevindt zich op het 13de niveau in de Engelse voetbalpiramide. Er is ook een divisie voor reserves en veteranen die niet deel uitmaken van de voetbalpiramide.